# Fernandocrambus truncus
Fernandocrambus truncus là một loài bướm đêm trong họ Crambidae.